# 腹側視床
腹側視床（ふくそくししょう、英: ventral thalamus）は、脳の構造のうち、間脳の一部を占める部位である。視床下域（英: subthalamus）とも呼称する。腹側視床は狭義の視床（背側視床）の腹側に、視床下部の背側に隣接する領域である。ヒトでは背側視床が大きく発達しているのとは対照的に退化している。腹側視床のうちで最も重要な構造は視床下核である。

## 下位構造
視床下核 (STN, subthalamic nucleus)
別名はルイ体（luy's body）。不確体と黒質の間に位置する神経核である。大脳基底核の間接路の構成要素であり、淡蒼球や黒質と相互の連絡を持つ。グルタミン酸作動性の興奮性ニューロンを含み、近年では脳深部刺激療法によるパーキンソン病の治療における電気刺激部位として臨床的な重要度が高い。
視床網様核 (R, TRN, thalamic reticular nucleus)
視床を覆うように存在する。網様核のニューロンはそのほぼすべてがGABA作動性ニューロンであり、（背側）視床のニューロンが大多数のグルタミン酸作動性投射ニューロンと少数のGABA作動性インターニューロンとで構成されているのと大きく異なる。視床の投射ニューロンの軸索はほとんど例外なく、視床の中ではほとんど軸索側枝を持たないが、視床を出る際に網様核に軸索側枝を出す。また大脳皮質から視床へのグルタミン酸作動性入力繊維も、視床へ入る時にほぼ例外なく網様核に軸索側枝を出す。網様核のGABAニューロンはその軸索を視床の中へ伸ばし、視床の投射ニューロンを抑制している。このように網様核は概念上は視床の一部ではないが非常に密接な連絡関係にあるために、背側視床と一緒に取り扱われることもある。
不確帯 (ZI, zone incerta)
水平方向に細長い構造であり、大脳皮質から脊髄まで幅広い領域から神経接続がある。その機能については未だ明らかでない点が多い。パーキンソン病の脳深部刺激療法のターゲットとして研究されている。